# The Prodigy - Il figlio del male
The Prodigy - Il figlio del male (The Prodigy) è un film horror del 2019 diretto da Nicholas McCarthy con protagonisti Taylor Schilling e Jackson Robert Scott.

## Trama
22 agosto 2010, Ohio. Il serial killer Edward Scarka viene colpito a morte durante un'incursione della polizia nella sua fattoria. Al momento della sua morte, una coppia di sposi della Pennsylvania, Sarah e John, danno alla luce un maschio, Miles, che fin da subito mostra estrema saggezza, intelligenza e capacità di parlare in modo fluente prematuramente.

2018. Miles compie otto anni e i genitori iniziano a notare cambiamenti comportamentali in lui. Una notte il bambino fa uno scherzo alla sua baby-sitter, Zoe, facendola ferire a un piede e non ricordandosi in seguito dell'accaduto. Alcuni giorni dopo, a scuola, attacca un compagno di classe con una chiave inglese che sottrae dall'armadio del custode. Sarah, quindi, decide di portarlo dalla psicologa Elaine Strasser, alla quale la madre consegna un nastro sul quale sono state registrate le parole apparentemente senza senso che il bambino pronuncia nel sonno. Elaine dà il nastro a un collega, Arthur Jacobson, un esperto di rinascita e reincarnazione, il quale le rivela che le parole di Miles sul nastro sono in realtà in un dialetto della lingua ungherese e che, tradotte, significano 
(Miles Blume)
 Non volendo credere alle parole di Arthur, Sarah se ne va. Qualche giorno dopo, a casa, il cane della famiglia scompare e John si infuria quando scopre che Miles ha ripreso la camera da letto della coppia con un baby monitor. In seguito, John va a trovare suo fratello, lasciando Sarah da sola con Miles in casa. Quest'ultimo sveglia la madre nel mezzo della notte; quando la donna si alza trova la casa invasa da uno sciame di mosche e, nel seminterrato, il cane smembrato. Il bambino si scusa, rivelando che qualcuno lo sta possedendo ogni notte.
La madre decide quindi di riportarlo da Arthur, il quale lo ipnotizza nella speranza di intraprendere una regressione della vita passata, che gli permetterà di parlare con lo spirito che convive nel corpo di Miles. Arthur scopre che i genitori dello spirito erano in realtà immigrati ungheresi e chiede insistentemente a Miles di rivelare il nome della persona che occupa il suo corpo. L'entità assume il totale controllo del bambino e dice all'uomo che, se rivelerà qualsiasi cosa alla madre, lo denuncerà alla polizia fingendo un abuso sessuale. Durante il ritorno a casa di Miles e Sarah, Arthur trova la parola "Scarka" incisa nel suo divano di pelle con le unghie del bambino. Arthur decide di chiamare Sarah, spiegandole che il corpo di Miles è posseduto dall'anima dell'assassino Edward Scarka. Sarah scopre che quest'ultimo è morto nel momento della nascita di Miles, ed è sorpresa nel vedere come Miles abbia due occhi di colore diverso proprio come lui. John e Sarah decidono allora di internare il bambino in una struttura psichiatrica; l'uomo va a prendere in macchina il figlio a scuola ma, durante il tragitto di ritorno, Miles lo infilza con delle forbici provocando un grave incidente. John finisce in ospedale in coma. Nel frattempo, nella stanza di Miles, Sarah scopre una serie di ritagli di giornale sui crimini di Edward, così come un libro di Margaret St. James, l'ultima vittima di Edward che è riuscita a sopravvivere. Sarah pensa quindi che quest'ultimo sia tornato per tentare di ucciderla e completare il lavoro. Decide allora di uccidere lei stessa la donna: si munisce di pistola, droga Miles con dei sonniferi e si dirige alla casa dell'ignara signora. Lì giunta, si accinge a spararle ma non ci riesce, in quanto scopre che la donna ha dei figli a sua volta. All'improvviso entra Miles, che uccide la donna con un coltello da cucina. Sarah insegue Miles fuori dalla casa in un frutteto sperando che lo spirito dell'assassino se ne sia andato, ma scopre che Edward ha ormai preso il pieno controllo del corpo del bambino, e che suo figlio Miles non c'è più. Inorridita, Sarah estrae la sua pistola per sparargli ed evitare che l’assassino abbia il corpo di suo figlio. Ella tuttavia, poco prima di premere il grilletto, viene uccisa da un contadino che le spara con un fucile. Qualche tempo dopo, Miles viene accolto in una nuova famiglia: nella sua camera da letto, fissa uno specchio e scorge l'immagine di Edward.

## Produzione
Nel giugno 2018, Orion Pictures annunciò che il film sarebbe stato distribuito nel febbraio 2019 e si sarebbe dovuto intitolare Descendants.

## Promozione
Il primo poster e trailer del film sono stati pubblicati in contemporanea con Halloween nell'ottobre 2018.

## Distribuzione
Il film è stato distribuito nelle sale americane l'8 febbraio 2019 mentre nelle sale italiane il 28 marzo dello stesso anno.

## Accoglienza
Il film ha incassato 6 milioni di dollari durante il primo giorno di proiezione, 350,000 dollari durante l'anteprima, classificandosi al sesto posto al botteghino. Rotten Tomatoes riporta un indice di gradimento del 43% basato su 69 recensioni, con un punteggio di 4.98/10. Metacritic, invece, dà al film un punteggio di 45/100., mentre CinemaScore dà al film un voto "C+".